# Zatoka Pomorska
Zatoka Pomorska (niem. Pommersche Bucht) – zatoka Morza Bałtyckiego w jego południowo-zachodniej części u wybrzeży Polski i Niemiec, od przylądka Arkona do latarni morskiej Gąski – przy wybrzeżach wysp: Rugia, Uznam, Wolin oraz Wybrzeżu Trzebiatowskim i Wybrzeżu Słowińskim. Średnia głębokość zatoki wynosi 15 m.

## Granice
Północną granicę Zatoki stanowi linia wytyczona od przylądka Arkona (wyspy Rugia) do latarni morskiej Gąski (ok. 20 km na wschód od Kołobrzegu), która oddziela ją od wód Basenu Bornholmskiego. Granica ma charakter umowny, a przy wydzieleniu obszaru brano pod uwagę ujście rzeki Odry, w obrębie której ma miejsce transformacja wód rzecznych i gdzie zachodzą intensywne procesy rozprowadzania zanieczyszczeń znoszonych z dorzecza Odry.
Pod względem morfologicznym Zatokę Pomorską zaliczono jako obszar II rzędu, należący do Basenu Bornholmskiego.

## Warunki klimatyczne
Prądy morskie na Zatoce Pomorskiej uzależnione są od długo utrzymujących się wiatrów. Ich szybkość wzdłuż wybrzeża dochodzi do 2 węzłów w odległości 3,5 NM od brzegu. Prądy płyną tu przeważnie na wschód.

## Morfometria
Głębokości w Zatoce Pomorskiej nie przekraczają 15 metrów; na Ławicy Odrzańskiej sięgają 6–9 metrów. Izobata dziesięciometrowa przebiega niemal równolegle do linii brzegowej w odległości 1–2 mil, z wyjątkiem ujścia Dziwny, gdzie rozpoczyna się mielizna, ciągnąca się w kierunku przylądka Świętej Kępy w odległości 5–6 mil od brzegu.
Przy zachodnim falochronie połączenia ze Świną, w głąb Zatoki Pomorskiej wychodzi Mielizna Zachodnia.
Objętość wody w Zatoce Pomorskiej wynosi 73 km³. Rocznie do zatoki spływa 15–20 km³ wody rzecznej.
Jakość wód Zatoki Pomorskiej kształtowana jest przez zeutrofizowane wody odbierane od Zalewu Szczecińskiego.
Przyjmuje się, że średnie zasolenie zatoki wynosi 7,5–8,0‰. W 2006 roku średnie zasolenie warstwy powierzchniowej Zatoki Pomorskiej wyniosło 6,2‰, a warstwy przydennej 7,3‰.
Obserwuje się dużą zmienność poziomów wody w Zatoce Pomorskiej, co wynika z interakcji między czynnikami okresowymi a nieokresowymi. Wśród czynników okresowych są zmiany poziomów długookresowe, roczne, półroczne jak również pływy i sejsze. Do czynników nieokresowych zalicza się nagłe przypływy sztormowe i obniżenia poziomu wody spowodowane przez wiatr i zmiany ciśnienia atmosferycznego oraz zmiany poziomu wynikające z nieregularnych ilości wody odebranej z dorzecza w ciągu roku. Ponadto na ilość wody w zatoce wpływa gęstość wody, a także wynik rocznych opadów i parowania. W wyniku badań prowadzonych w Świnoujściu, stwierdzono, że minimalne roczne stany wody występują wiosną – od marca do maja, maksymalne zaś od lipca do września. Zauważane są również ekstrema drugorzędne.
Na Zatoce Pomorskiej mieszają się wody śródlądowe i morskie, co skutkuje bardzo dużą zmiennością cech fizycznych wód zatokowych. Jednakże z powodu silnej dynamiki wód i niewielkich głębokości Zatoka Pomorska nie może być postrzegana jako typowy rejon, gdzie występuje upwelling lub downwelling.

## Jakość wód
W 2009 roku przeprowadzono badania jakości wód przybrzeżnych Zatoki Pomorskiej w 4 punktach pomiarowych ok. 1 mili morskiej (1,85 km) od brzegu. W ich wyniku oceniono elementy fizykochemiczne na poniżej stanu dobrego, a w ogólnej dwustopniowej ocenie stwierdzono zły stan wód przybrzeżnych polskiej części Zatoki Pomorskiej.
| Punkt pomiarowy                                                           | Ocena elementów fizykochemicznych | Ocena elementów biologicznych | Stan ekologiczny        | Ogólny stan wód |
| ------------------------------------------------------------------------- | --------------------------------- | ----------------------------- | ----------------------- | --------------- |
| na północ od Świętej Kępy [53°58′51,6″N 14°29′52,8″E/53,981000 14,498000] | poniżej dobrego                   | zły                           | zły (V klasa)           | zły             |
| na północ od Niechorza [54°06′46,8″N 15°03′54,0″E/54,113000 15,065000]    | poniżej dobrego                   | umiarkowany                   | umiarkowany (III klasa) | zły             |
| na północ od Mrzeżyna [54°10′01,2″N 15°17′27,6″E/54,167000 15,291000]     | poniżej dobrego                   | dobry                         | umiarkowany (III klasa) | zły             |
| na północ od Kołobrzegu [54°12′14,4″N 15°33′25,2″E/54,204000 15,557000]   | poniżej dobrego                   | słaby                         | słaby (IV klasa)        | zły             |

## Wybrzeże

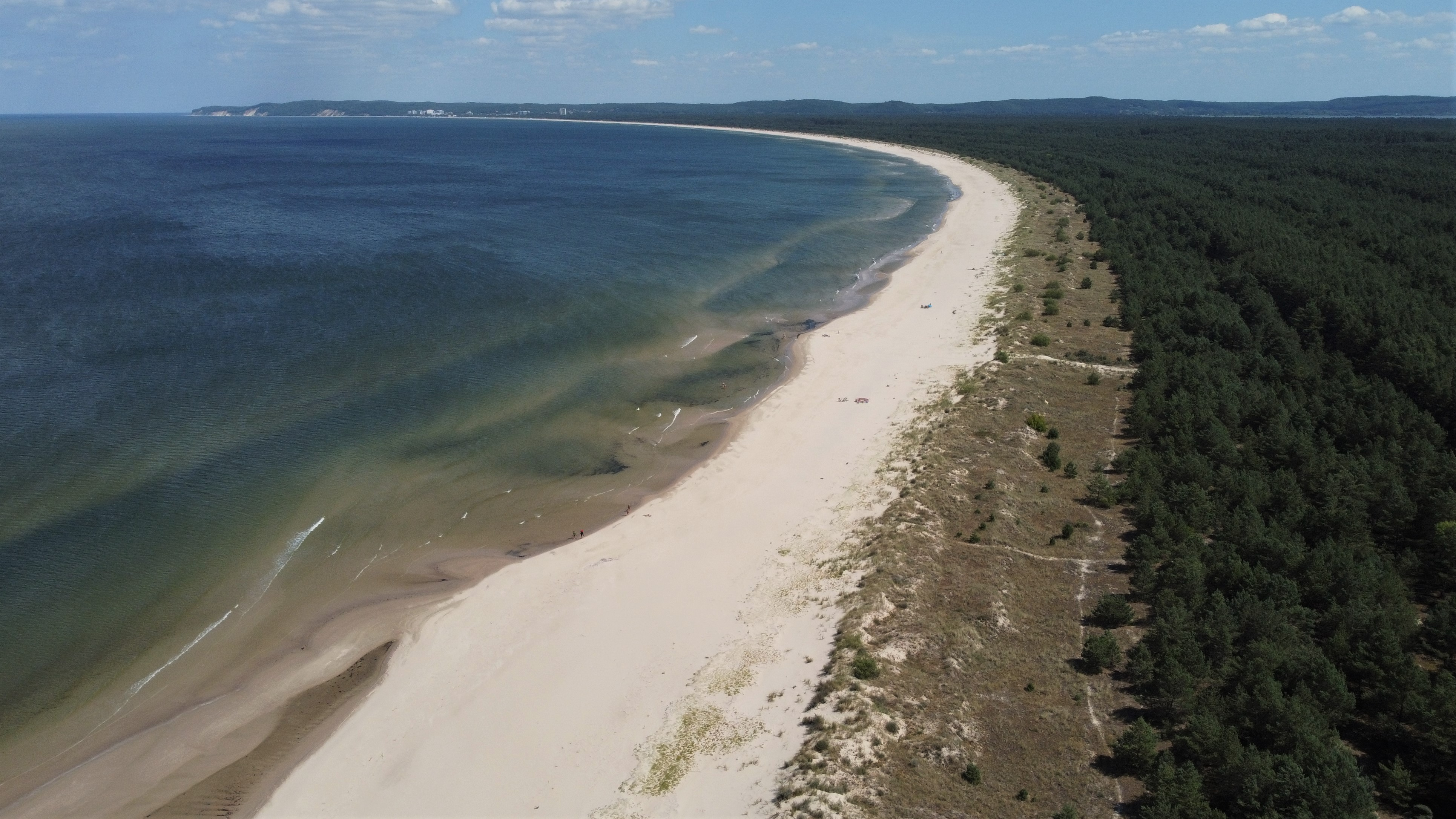
Wydmowy brzeg Półwyspu Przytor

Nad Zatoką Pomorską, podobnie jak przy innych wybrzeżach południowego Bałtyku, przeważają piaszczyste brzegi wydmowe, jednakże spotkać można koło Międzyzdrojów i innych miejscowości brzegi klifowe.
Zalew Szczeciński, leżący na południe od Zatoki Pomorskiej, połączony jest z nią układem trzech cieśnin – Pianą, Świną i Dziwną, które rozdzielają wyspy Uznam, Wolin i stały ląd.

## Przyroda
Polska część Zatoki Pomorskiej jest objęta przyszłym specjalnym obszarem ochrony siedlisk "Ostoja na Zatoce Pomorskiej" oraz obszarem specjalnej ochrony ptaków "Zatoka Pomorska".
Zatoka Pomorska jest stanowiskiem ochrony zimowych ptaków, przybywających nad nią z północnych krańców Morza Bałtyckiego, m.in. perkoza dwuczubego, nura czarnoszyjego.
Wybrzeża Zatoki Pomorskiej są w większości zalesione, północno-zachodnie brzegi wyspy Wolin są niemal całkowicie pokryte lasami. Na wschód od Międzyzdrojów wznosi się pas stromych wydm, który obniża się w części południowej.
Płytkie kamieniste dno zatoki stanowi podłoże dla wodorostów z rodzajów zielenic (np. taśma, gałęzatka), brunatnic (np. morszczyn, Pylaiella), krasnorostów (np. Ceramium, Polysiphonia). Tworzą one korzystne warunki do rozwoju skorupiaków szczególnie Gammarus i innych bezkręgowców (np. omułek jadalny). Dobre warunki ma tutaj także fitoplankton, szczególnie przy Bramie Świny, gdzie wiosną i latem dominują sinice (głównie Microcystis spp.) i okrzemki (Melosira spp. i Cyclotella spp.). Bardzo rozpowszechnione w Zatoce Pomorskiej są glony z rodzaju zielenic – Oocystis i Monoraphidium.

## Hydronimia
Polskiej nazwy Zatoka Pomorska użyto w Encyklopedii Powszechnej Orgelbranda w XIX wieku. Ostatecznie polską nazwę Zatoka Pomorska wprowadzono urzędowo rozporządzeniem w 1949 roku. Południowej części Zatoki Pomorskiej o niemieckiej nazwie Swinemünder Reede w 1950 roku nadano polską nazwę Świdna Zatoka.
Do 2007 roku w Niemczech jeździł pociąg InterCity (IC 2455) o nazwie Pommersche Bucht (pol. Zatoka Pomorska) w relacji Ostseebad Binz–Düsseldorf Hbf.

## Zagospodarowanie

### Obiekty hydrotechniczne leżące nad Zatoką Pomorską
6 portów morskich leżących nad Zatoką Pomorską: Sassnitz/Neu Mukran, Świnoujście, Dziwnów, Mrzeżyno, Dźwirzyno, Kołobrzeg.
5 przystani morskich nad Zatoką Pomorską: Międzyzdroje (molo), Międzyzdroje (przystań morska Nr 1), Rewal, Niechorze, Ustronie Morskie.
Ponadto port morski Szczecin, port morski Police i porty Zalewu Szczecińskiego są skomunikowane z Zatoką Pomorską poprzez tor wodny Świnoujście–Szczecin wytyczony na Odrze, Zalewie Szczecińskim, Kanale Piastowskim i Świnie.

### Kąpieliska leżące nad Zatoką Pomorską
- na Rugii:
  - Juliusruh
  - Sassnitz
  - Prora
  - Binz
  - Sellin
- na Uznamie:
  - Zinnowitz
  - Koserow
  - Seebad Bansin
  - Ahlbeck (Heringsdorf)
  - Świnoujście
- na Wolinie:
  - Międzyzdroje
  - Wisełka
  - Międzywodzie
- na stałym lądzie:
  - Dziwnów
  - Dziwnówek
  - Łukęcin
  - Pobierowo
  - Pustkowo
  - Trzęsacz
  - Rewal
  - Niechorze
  - Mrzeżyno Wschód
  - Rogowo
  - Dźwirzyno
  - Grzybowo
  - Kołobrzeg
  - Sianożęty
  - Ustronie Morskie